# Абзаново (Зианчуринский район)
Абзаново (баш. Абҙан) — село в Зианчуринском районе Республики Башкортостан Российской Федерации. Административный центр Абзановского сельсовета.

## География

### Географическое положение
Расстояние до:
- районного центра (Исянгулово): 49 км,
- ближайшей ж/д станции (Саракташ): 40 км.

## История
В XVIII веке деревня носила название Мурзабулат.
В 1795 году получила название по имени ставшего волостным старшиной Абзана Уркеева.
В 1946—1956 годах административный центр упразднённого Абзановского района.

## Население
| 1939 | 1959  | 1970  | 1979  | 1989 | 2002 | 2009  |
| ---- | ----- | ----- | ----- | ---- | ---- | ----- |
| 809  | ↗1651 | ↘1294 | ↘1058 | ↘959 | ↗973 | ↗1083 |
| 2010 |       |       |       |      |      |       |
| ↘882 |       |       |       |      |      |       |

Национальный состав

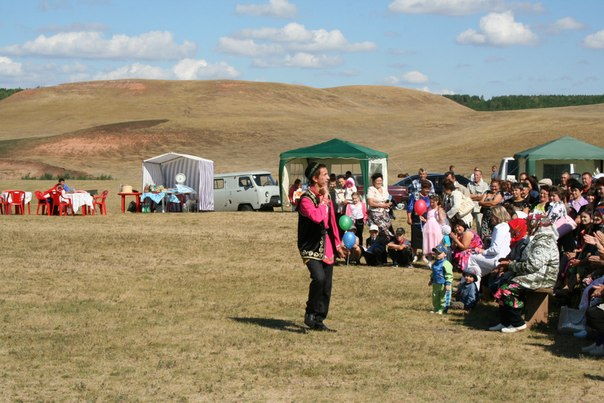
Праздник родословной княжеского рода Сакаевых (Шэжэрэ Бэйрэме) в Абзаново

Согласно переписи 2002 года, преобладающая национальность — башкиры (91 %).

## Религия
В селе есть мечеть.

## Известные уроженцы
- Магадеев, Басыр Давлетович (1933—2014) — советский и российский геолог.
- Мурзабулатов, Сулейман Шангареевич (1890—1931) — советский политический деятель, руководитель Бурзян-Тангауровского восстания.
- Сарбаев, Раиль Салихович (род. 11 января 1962) — бывший премьер-министр Башкортостана.